# The Big Bounce
The Big Bounce (bra: O Golpe; prt: A Ilha dos Golpes) é uma comédia cinematográfica estadunidense dirigida por George Armitage e lançada em 2004.

## Sinopse
Jack Ryan (Owen Wilson) é um surfista não confiável que está passando pela vida. No Havaí, cuida do juiz Walter Crewes (Morgan Freeman). Também está ligado a Nancy Hayes, uma mulher explosiva (Sara Foster), que na verdade é amante do magnata Ray Ritchie (Gary Sinise), um empresário obscuro e antigo rival do juiz Crewes. Ryan terá então que escolher entre a mulher, o dinheiro ou o caminho reto.

## Elenco
- Owen Wilson como Jack Ryan
- Morgan Freeman como Walter Crewes
- Charlie Sheen como Bob Rogers, Jr.
- Sara Foster como Nancy Hayes
- Vinnie Jones como Lou Harris
- Gary Sinise como Ray Ritchie
- Bebe Neuwirth como Alison Ritchie
- Willie Nelson como Joe
- Harry Dean Stanton como Bob Rogers, Sr.